# Mary Jane's Last Dance
"Mary Jane's Last Dance" é uma música escrita por Tom Petty e gravada pela banda de rock americana Tom Petty and the Heartbreakers. Foi gravada em 22 de julho de 1993, enquanto Petty estava gravando seu álbum Wildflowers, e foi produzido por Rick Rubin, pelo guitarrista Mike Campbell e Tom Petty. As sessões provariam ser as últimas a incluir o baterista Stan Lynch antes de sua eventual saída em 1994. Esta música foi lançada como parte do álbum Greatest Hits em 1993. Ele subiu para o 14º lugar na Billboard Hot 100, tornando-se seu primeiro hit da Billboard no Top 20 dos anos 90, e também liderou a parada de faixas de álbuns da Billboard por duas semanas.

## Composição da letra
Questionado sobre se a música era sobre drogas, o guitarrista do Heartbreaker, Mike Campbell, disse: "No verso, ainda existe a coisa de uma garota de Indiana em uma noite de Indiana, justamente quando chegou ao refrão, ele teve a presença de espírito para aprofundar o significado do assunto. Minha opinião é que pode ser o que você quiser. Muitas pessoas pensam que é uma referência a drogas, e se é isso que você quer pensar, poderia muito bem ser, mas também poderia ser apenas uma canção de amor de despedida. "No restante da entrevista, Campbell disse que a música era originalmente intitulada "Indiana Girl" e o primeiro refrão "Hey, Indiana Girl, saia e encontre o mundo". Ele acrescentou que Petty 'simplesmente não podia deixar de cantar sobre "ei, Indiana Girl"', então ele mudou o refrão uma semana depois.

## Pessoal
Tom Petty and the Heartbreakers
- Mike Campbell - guitarra
- Howie Epstein - baixo, vocais
- Stan Lynch - bateria
- Tom Petty - vocais, guitarras
- Benmont Tench - teclados

## Videoclipe
O videoclipe, que ganhou o MTV Video Music Award de Melhor Vídeo Masculino em 1994, apresenta Petty como assistente de necrotério que leva para casa uma linda mulher morta (interpretada por Kim Basinger). Ele então tenta trazê-la de volta à vida agindo como se estivesse viva, colocando-a na frente de um aparelho de televisão e depois a vestindo como noiva, sentando-a à mesa do jantar e dançando com ela sem nenhum efeito. Uma cena no vídeo que mostra a mulher morta usando um vestido de noiva em uma sala cheia de velas de cera é vagamente baseada em uma passagem do romance de Charles Dickens, Great Expectations. O enredo também tem semelhanças com o filme francês Cold Moon, inspirado no conto de Charles Bukowski ("A Sereia Copuladora de Veneza"). Mais tarde, Petty é mostrado carregando-a para uma costa rochosa e gentilmente soltando-a no mar. No final do vídeo, Basinger, que é vista flutuando na água, abre os olhos.
Durante as cenas finais do vídeo, Petty é visto carregando Basinger através de uma caverna antes de colocá-la na água. A caverna está localizada no Parque Estadual Leo Carrillo, Califórnia, onde muitos filmes e programas de televisão foram filmados.
Além de Cold Moon e Great Expectations, o roteiro do vídeo também se parece com o segmento final do filme belga Crazy Love, de 1987 (que por si só é como Cold Moon, também inspirado nos escritos de Charles Bukowski, em particular "Copulando Sereia de Veneza, Califórnia"). No entanto, apenas no vídeo de "Last Dance de Mary Jane" não houve contato sexual entre Tom Petty e Kim Basinger ("o cadáver"), apesar de estar implícito.

## Incidentes de plágio
- Em 2006, uma estação de rádio dos EUA alegou que o Red Hot Chili Peppers, com o single "Dani California", plagiou "Last Dance de Mary Jane", até pedindo que Petty processasse a banda. O produtor de longa data de Petty e Chili Peppers, Rick Rubin, produziu as duas músicas. Petty respondeu dizendo que não iria processar o Chili Peppers e achou que não havia intenção negativa e que muitas músicas de rock and roll soam iguais.[13] O riff principal da música de Petty, no entanto, se assemelha ao riff principal de outra música chamada "Waiting for the Sun", lançada em 1992 por The Jayhawks. Os Jayhawks foram ao show de abertura da turnê de Petty em 1992 e o tecladista Benmont Tench tocou tanto em "Waiting for the Sun" quanto em "Last Dance de Mary Jane".[14]